# Hampton Fancher
Pour les articles homonymes, voir Fancher.
Hampton Fancher est un acteur et scénariste américain, né le 18 juillet 1938 à Los Angeles.
Il est notamment connu pour avoir coécrit le scénario de Blade Runner de Ridley Scott.
Plus ponctuellement, il est le réalisateur d'un unique film, The Minus Man, et producteur de Blade Runner.

## Biographie
Acteur de second plan à ses débuts, il passe à la postérité en étant, avec David Webb Peoples, le scénariste à l’origine du scénario du film de science-fiction Blade Runner réalisé par Ridley Scott et sorti en 1982. En 2017, il participe, en compagnie de Scott et du scénariste Michael Green, à l'écriture de sa suite, Blade Runner 2049, un film réalisé par Denis Villeneuve.

## Filmographie

### Acteur
- 1958 : The Brain Eaters : un zombie
- 1961 : La Soif de la jeunesse (Parrish) : Edgar Raike
- 1962 : Amours à l'italienne (Rome Adventure) de Delmer Daves : Albert Stillwell
- 1970 : How Did a Nice Girl Like You Get Into This Business? (en) : Gino
- 1974 : Get Christie Love! (en) (téléfilm) : Rod
- 1974 : The Stranger Who Looks Like Me (en) (téléfilm) : parent adoptif no 3
- 1975 : Un jour, une vie (The Other Side of the Mountain), de Larry Peerce : Lee Zadroga
- 1976 : Survival : Hampton
- 1978 : Last of the Good Guys (téléfilm) : l'officier George Talltree

### Scénariste
- 1982 : Blade Runner de Ridley Scott
- 1989 : The Mighty Quinn de Carl Schenkel
- 1999 : The Minus Man de lui-même
- 2017 : Blade Runner 2049 de Denis Villeneuve

### Réalisateur
- 1999 : The Minus Man

### Producteur
- 1982 : Blade Runner